# Łopienno
Łopienno is een plaats in het Poolse district  Gnieźnieński, woiwodschap Groot-Polen. De plaats maakt deel uit van de gemeente Mieleszyn en telt 820 inwoners.